# Acacia andongensis
Acacia andongensis é uma espécie de leguminosa do gênero Acacia, pertencente à família Fabaceae.